# جينتس فريمانيس
جينتس فريمانيس (9 مايو 1985 بسالدوس في لاتفيا - 6 يونيو 2023) هو لاعب كرة قدم لاتفي في مركز الوسط. شارك مع منتخب لاتفيا لكرة القدم. أما مع النوادي، فقد لعب مع باتريك أتلتيك ونادي داوغافا ونادي فنتسبيلس ونادي يلغافا ونادي رِيغا ‏ وبومرن غرايفسفالت ‏ ونادي بلازما ‏.

## وصلات خارجية
- جينتس فريمانيس على موقع الاتحاد الأوربي (الإنجليزية)
- جينتس فريمانيس على موقع قاعدة بيانات كرة القدم.إي يو (الإنجليزية)
- جينتس فريمانيس على موقع ناشيونال فوتبول تيمز (الإنجليزية)
- جينتس فريمانيس على موقع Soccerway.com (الإنجليزية)
- جينتس فريمانيس على موقع عالم كرة القدم.نت (الإنجليزية)